# Alenia G.222
Alenia G.222 srednje veliko STOL vojaško transportno letalo. Zgrajeno je bilo, v tovarni Aeritalia v Italiji, da bi zadovoljeval NATO standardom, vendar pa je bila v začetku Italija edina država, ki ga je uporabljala. Kasneje so Združene države Amerike naročile majhno število G.222 in jih preimenovale v C-27 Spartan po številnih izboljšavah.

## Razvoj
Leta 1962 je NATO izdal specifikacijo za V/STOL transportno letalo, vendar nobeden od številnih ponudnikov ni ustrezal merilom pogodbe. Vendar pa je Italijansko vojno letalstvo vseeno bilo prepričano, da je letalo vredno proizvodnje in leta 1968 naročilo dva prototipa in pa eno testno letalo, ki bi bilo prizemljeno. Prvi prototip je vzletel 18. julija. Testi so pokazali zelo dobre rezultate in podpisana je bila prva pogodba o naročilu 44 letal. Prvo serijsko letalo je vzletelo aprila 1978.

## Namen
G.222 je tipično transportno letalo z visoko dvignjenimi krili, dvema turbopropelerskima motorjema in dvižno rampo za nalaganje tovora. Tovorni prostor je narejen tako, da vanj lahko damo standardne palete 463L, ima tudi odprtino na dnu za odmet tovora, zračni sistem za reševalne operacije in pa ob strani ima ploščad za padalsko četo.

## Sposobnosti
G.222 je eno izmed redkih tovornih letal, ki je sposobno izvajati lupinge in druge osupljive manevre, kot na primer letenje z 90 km/h z odprtimi tovornimi vrati na repu letala. Če je prazno, rabi letalo za ustavitev le 300 m po dotiku z zemljo.

## Izvedbe
- G.222TCM - dva prototipa za Italijansko vojno letalstvo.
- G.222RM (Radiomisura - »radio measurements«) Radio/radar – letalo z radarjem
- G.222SAA (Sistema Aeronautico Antincendio - »aeronautical fire-fighting system«) - gasilsko letalo za gašenje z vodo ali kemikalijami. Zgrajen za Italijansko vojno letalstvo.
- G.222SAMA - gasilsko letalo
- G.222T - verzija z motorji Rolls-Royce Tyne za Libijsko vojno letalstvo. Včasih tudi z oznako G.222L.
- G.222VS (Versione Speciale - »specialna verzija«) - verzija ECM – 2 narejena za Italijansko vojno letalstvo.
- C-27A Spartan - leta 1990 je Vojno letalstvo ZDA izbralo letalo G.222 kot osnovno za izvajanje programa »Rapid-Response Intra-Theater Airlifter« (RRITA). Deset letal je nadgradilo podjetje Chrysler. Letala so leta 1999 umaknili iz uporabe.
- C-27J Spartan - leta 1997 sta Alenia in Lockheed Martin ustanovili družbo Lockheed Martin Alenia Tactical Transport Systems za proizvodnjo izboljšane verzije G.222 z izboljšano avioniko (izboljšana pilotska kabina in novi motorji Rolls-Royce AE 2100; enaki kot pri letalu Lockheed Martin C-130J Super Hercules). C-27J ima zaradi tega za 35 % izboljšan dolet pa za 30 % izboljšano avioniko kot pa originalni G.222.

## Uporabniki
- Argentina
- Združeni arabski emirati
- Italija
- Libija
- Niger
- Somalija
- Tajska
- Tunizija
- Venezuela
- ZDA

## Sorodne izvedenke
Sorodna izvedba: Transall C-160 – Antonov An-72 - Alenia C-27J Spartan
Zaporedne izvedbe: (ZDA): C-24 -  VC-25 - C-26 - C-27 - C-28 - C-29 - C-31